# 安娜·卡洛琳娜·達·席爾瓦
安娜·卡洛琳娜·達·席爾瓦（葡萄牙語：Ana Carolina da Silva，1991年4月8日—），是一名巴西女子排球運動員，司職中間手。現效力於義大利女子甲組排球聯賽球隊斯坎迪奇女排俱樂部。
她是巴西國家女子排球隊一員。卡洛琳娜代表巴西分別在2017年女子世界大冠軍盃排球賽奪得銀牌。以中間手來說，其身高1米83的雖然不算高，但彈跳力驚人、判斷力精準，以及橫向移動速度突出，被譽為「攔網神器」。她於2022年世界女子排球錦標賽創下10場比賽共57次攔網的分數，打破其隊友泰莎·梅內塞斯於2014年世界女子排球錦標賽創下的55分紀錄。

## 獎項

### 個人榮譽
- 2013年世界女排俱樂部錦標賽：最佳中間手
- 2015年世界女排俱樂部錦標賽：最佳中間手
- 2017年女子世界大冠軍盃排球賽：最佳中間手
- 2022年女子排球國家聯賽：最佳中間手
- 2022年世界女子排球錦標賽：最佳中間手

### 國家隊
- 2017年女子世界大冠軍盃排球賽： - 亞軍
- 2017年世界女排大獎賽： - 冠軍
- 2019年世界女排聯賽： - 亞軍
- 2020年夏季奧林匹克運動會女子排球比賽： - 亞軍
- 2022年女子排球國家聯賽： - 亞軍
- 2022年世界女子排球錦標賽： - 亞軍

## 個人生活
2019年，卡洛琳娜公開自己是同性戀。而其女友為荷兰女排主攻安妮·布伊斯。2023年3月，Volleyball World及VNL皆於官方Instagram帳號發布兩人結婚的祝賀貼文。